# Calvizzano
Calvizzano község (comune) Olaszország Campania régiójában, Nápoly megyében. Elsősorban mint almatermővidék ismert.

## Fekvése
Nápolytól 9 km-re északnyugatra fekszik. Határai: Marano di Napoli, Mugnano di Napoli, Qualiano és Villaricca.

## Története
Calvizzano alapításáról pontos adatokat nem tudni, a feltételezések szerint a római időkben népesült ez a vidék. Campania termékeny mezőgazdasági vidékén terül el. A középkor során a Nápolyi Hercegség birtoka volt, később a nápolyi Caracciolo nemesi család szerezte meg a vidéket. 1669-ben Francesco Comero vásárolta meg és magát Calvizzano bárójának nevezte ki. Önálló községgé a 19. század elején vált, amikor a Nápolyi Királyságban felszámolták a feudalizmust.

## Népessége
A népesség számának alakulása:

## Főbb látnivalói
- Cannone (az Elesettek emlékműve) – 1934. június 6-án avatta fel II. Umbertó király az első világháború hőseinek tiszteletére
- Campanille – Calvizzano  egyik jelképe a 45 m magas harangtorony, amelyet 1713-ban építettek
- Santa Maria delle Grazie-templom – 1550-ben épült
- San Giacomo Apostolo Maggiore-templom'  – a legrégebbi temploma, román stílusban épült.
- San Pietro-templom – az 1336-ban épült